# La veritat sobre el cas Harry Quebert
La veritat sobre el cas Harry Quebert és una novel·la escrita pel suís Joël Dicker, publicada el 2012 en francès i editada en català l'any 2013 per l'editorial La Campana amb traducció d'Imma Falcó. Després de consagrar-se com la guanyadora del Gran Premi de Novel·la de l'Acadèmia Francesa, premi Goncourt des Lycéens, es va convertir en un supervendes mundial, s'ha traduït a més de 33 idiomes i ha estat alabada per gran part de la crítica. També ha estat escollida la millor novel·la de l'any pels lectors d'El País, ha guanyat els premis de Novel·la de l'Acadèmia Francesa, el premi Goncourt des Lycéens, Lire i Goncourt dels Instituts. En el 2015 va publicar El llibre dels Baltimore, on recupera el personatge d'en Marcus Goldman. Durant el 2017 es va rodar una minisèrie homònima basada en llibre dirigida per Jean-Jacques Annaud i produïda per MGM, que va ser estrenada a l'octubre de 2018.

## Sinopsi
L'escriptor Marcus Goldman acaba de fer trenta anys i es troba en el punt àlgid de la seva carrera: la seva última novel·la ha estat un èxit que l'ha convertit en multimilionari. L'editorial li demana una segona novel·la, però Goldman entra en la "crisi de la pàgina en blanc". Per això va a veure al seu mentor, el famós autor Harry Quebert, que va ser el seu professor universitari. Ell viu a Aurora, un petit i tranquil poble de costa. Tot canvia quan uns jardiners descobreixen en el jardí d'en Quebert el cadàver de la Nola Kellergan, una jove de quinze anys que va desaparèixer l'any 1975, amb la qual Harry hi havia mantingut una relació. Tot el país creu que en Quebert és culpable, menys en Marcus que decidirà investigar el crim 33 anys després per salvar al seu mentor.